# Jurinia pompalis
Jurinia pompalis là một loài ruồi trong họ Tachinidae.

## Phân bố
Canada, Hoa Kỳ.